# Pachycarpus bisacculatus
Pachycarpus bisacculatus là một loài thực vật có hoa trong họ La bố ma. Loài này được (Oliv.) Goyder mô tả khoa học đầu tiên năm 1996.